# Mariusz Cissewski
Mariusz Cissewski (* 13. Februar 1969 in Polen) ist ein ehemaliger deutsch-polnischer Eishockeytorwart. In seiner aktiven Zeit von 1986 bis 2005 war er unter anderem für den Kölner EC in der Eishockey-Bundesliga aktiv.   

## Karriere
Cissewski spielte zunächst für Stoczniowiec Gdańsk in der polnischen Ekstraklasa. Im Sommer 1990 wechselte er nach Deutschland, wo er beim Kölner EC aus der 1. Bundesliga unterschrieb. Zur folgenden Spielzeit stand er dann bei dem Oberligisten Herforder EG zwischen den Pfosten, ging nach einer Saison aber wieder für zwei weitere Jahre zurück nach Köln.
Seine erfolgreichste Zeit hatte Cissewski anschließend beim Zweitligisten EHC Neuwied, für den er zwischen 1994 und 1999 spielte, und mit dem er 1997 den DEB Ligapokal und die Meisterschaften 1997 und 1998 gewinnen konnte. Zudem war er in der Saison 1996/97 der Torhüter mit den wenigsten Gegentreffern in der 1. Liga Nord.
Zur Spielzeit 1999/2000 wechselte der Torhüter zu dem Ligakonkurrenten Hamburg Crocodiles, mit dem er das Viertelfinale der Play-offs erreichen konnte. Auch in der Folgesaison blieb Cissewski bei den Hamburgern, die allerdings in der drittklassigen Oberliga Nord antreten mussten. In der Saison 2001/02 spielte er für den bayrischen Verein ERSC Amberg in der Regionalliga Süd, bevor er ein Jahr später für die Dresdner Eislöwen in der Oberliga aufs Eis ging. Seine Karriere beendete der gebürtige Pole in der Regionalliga, wo er zunächst für die Revierlöwen Oberhausen spielte und zur Saison 2004/05 nochmals für die Hamburg Crocodiles das Tor hütete.

### International
Für Polen nahm Cissewski im Juniorenbereich an der U18-Junioren-Europameisterschaft 1987 teil.

## Erfolge
- 1997 DEB-Ligapokalsieger mit dem EHC Neuwied
- 1997 Meister der 1. Liga mit dem EHC Neuwied
- 1997 Niedrigster Gegentorschnitt der 1. Liga Nord
- 1998 Meister der 1. Liga mit dem EHC Neuwied
- 2004 Meister der Regionalliga Nord mit den Revierlöwen Oberhausen